# Linea Kansai
La  linea Kansai (関西線?, Kansai-sen) è un servizio suburbano che utilizza parte della linea principale Kansai gestita dalla JR Central situata fra le città di Nagoya e Kameyama, in Giappone. La linea suburbana collega la stazione di Nagoya e quella di Kameyama, anche se alcuni treni proseguono da quest'ultima sulla linea principale Kisei e quindi sulla linea Sangū come rapidi Mie fino alla stazione di Toba.

## Servizi
Locali (普通?, Futsū)
I "Locali" fermano a ogni stazione della linea fra Nagoya e Kameyama. La frequenza è di 1 o 2 treni all'ora, con alcuni treni effettuanti il percorso Kuwana - Nagoya durante l'ora di punta.
Rapido Sezionale (区間快速?, Kukan kaisoku, RS)
I treni rapidi sezionali sono attivi dal cambio orario del 14 marzo 2009, e coprono il percorso Nagoya - Yokkaichi - Kameyama con un numero minore di fermate, saltando alcune di quelle più vicine a Nagoya. Sono attivi la mattina in direzione Nagoya e la sera in direzione Kameyama. Durante il weekend sono effettuati anche alcuni treni partenti da Nagoya dal mattino. Fra Kuwana e Kameyama fermano in tutte le stazioni.
Rapido (快速?, Kaisoku, R)
I treni "Rapidi" sono nati dai nuovi orari del 14 marzo 2009, e hanno una frequenza di un treno all'ora per tutto il giorno. Questi treni, dopo aver lasciato Nagoya fermano a Kuwana, e quindi in tutte le stazioni fra Yokkaichi e Kameyama.
Rapido Mie (みえ快速?, Mie kaisoku, RM)
I treni "Rapido Mie" collegano Nagoya con la zona turistica di Mie. Fermano a Kuwana, Yokkaichi, e quindi da Kawarada proseguono, senza fermarsi in questa, sulla ferrovia di Ise, e quindi tramite la linea Sangū raggiungono la stazione di Toba. Il servizio è attivo dalle 8 alle 17 ogni ora con un treno al minuto 37 da Nagoya, e dalle 18 alle 20 al minuto 33. Dato che i treni percorrono una tratta non elettrificata, una delle quattro carrozze di cui è composto il treno è un'automotrice diesel.

## Stazioni
- ●: Il treno ferma
- ▼: Parte dei treni parte da Kashiwara per JR Namba.
- |: Il treno non ferma

I treni locali fermano in tutte le stazioni
| Stazione         | Giapponese | Dist. interst | Dist. totale | SR | R  | RM                                                                         | Collegamenti | Posizione               | Posizione |
| ---------------- | ---------- | ------------- | ------------ | -- | -- | -------------------------------------------------------------------------- | --- | ----------------------- | --------- |
| Nagoya           | 名古屋     | -             | 0.0          | ●  | ●  | ●                                                                          | Linea Sakura-dōri Linea Higashiyama ■ Linea principale Chūō ■ Linea principale Takayama ■ Linea principale Tōkaidō ■ Tōkaidō Shinkansen ■ Linea Kintetsu Nagoya (Stazione Kintetsu) ■ Linea Nagoya (Stazione Meitetsu) ■ Linea Aonami | Nakamura-ku Nagoya      | Aichi     |
| Hatta            | 八田       | 3.8           | 3.8          | ｜ | ｜ | ｜                                                                         | Linea Higashiyama ■ Linea Kintetsu Nagoya (Kintetsu Hatta) | Nakamura-ku Nagoya      | Aichi     |
| Haruta           | 春田       | 3.7           | 7.5          | ｜ | ｜ | ｜                                                                         | | Nakagawa-ku Nagoya      | Aichi     |
| Kanie            | 蟹江       | 1.8           | 9.3          | ●  | ｜ | ｜                                                                         | | Kanie Distretto di Ama  | Aichi     |
| Eiwa             | 永和       | 2.9           | 12.2         | ｜ | ｜ | ｜                                                                         | | Aisai                   | Aichi     |
| Yatomi           | 弥富       | 4.2           | 16.4         | ●  | ｜ | ｜                                                                         | Linea Meitetsu Bisai ■ Linea Kintetsu Nagoya (Kintetsu Yatomi) | Yatomi                  | Aichi     |
| Nagashima        | 長島       | 3.2           | 19.6         | ｜ | ｜ | ｜                                                                         | ■ Linea Kintetsu Nagoya (Kintetsu Nagashima) | Kuwana                  | Mie       |
| Kuwana           | 桑名       | 4.2           | 23.8         | ●  | ●  | ●                                                                          | ■ Linea Kintetsu Nagoya Linea Kintetsu Yoro Linea Sangi Hokusei (Nishi-Kuwana) | Kuwana                  | Mie       |
| Asahi            | 朝日       | 4.7           | 28.5         | ●  | ｜ | ｜                                                                         | | Asahi, Distretto di Mie | Mie       |
| Tomida           | 富田       | 3.2           | 31.7         | ●  | ｜ | ｜                                                                         | Linea Sangi Sangi (Kintetsu Tomida) ■ Linea Kintetsu Nagoya (Kintetsu Tomida) | Yokkaichi               | Mie       |
| Tomidahama       | 富田浜     | 1.3           | 33.0         | ●  | ｜ | ｜                                                                         | | Yokkaichi               | Mie       |
| Yokkaichi        | 四日市     | 4.2           | 37.2         | ●  | ●  | ●                                                                          | Linea JR Freight Kansai (per Shiohama) ■ Linea Kintetsu Nagoya (Kintetsu Yokkaichi) via bus | Yokkaichi               | Mie       |
| Minami-Yokkaichi | 南四日市   | 3.2           | 40.4         | ●  | ●  | ｜                                                                         | | Yokkaichi               | Mie       |
| Kawarada         | 河原田     | 3.7           | 44.1         | ●  | ●  | ▶                                                                          | Ferrovia di Ise | Yokkaichi               | Mie       |
| Kawano           | 河曲       | 3.4           | 47.5         | ●  | ●  |                                                                            | | Suzuka                  | Mie       |
| Kasado           | 加佐登     | 3.4           | 50.9         | ●  | ●  |                                                                            | | Suzuka                  | Mie       |
| Idagawa          | 井田川     | 4.4           | 55.3         | ●  | ●  |                                                                            | Kameyama |                         | Mie       |
| Kameyama         | 亀山       | 4.6           | 59.9         | ●  | ●  | Linea principale Kisei Linea principale Kansai (JR West (per Kamo e Nara)) | Kameyama |                         | Mie       |